# Leggi antisocialiste

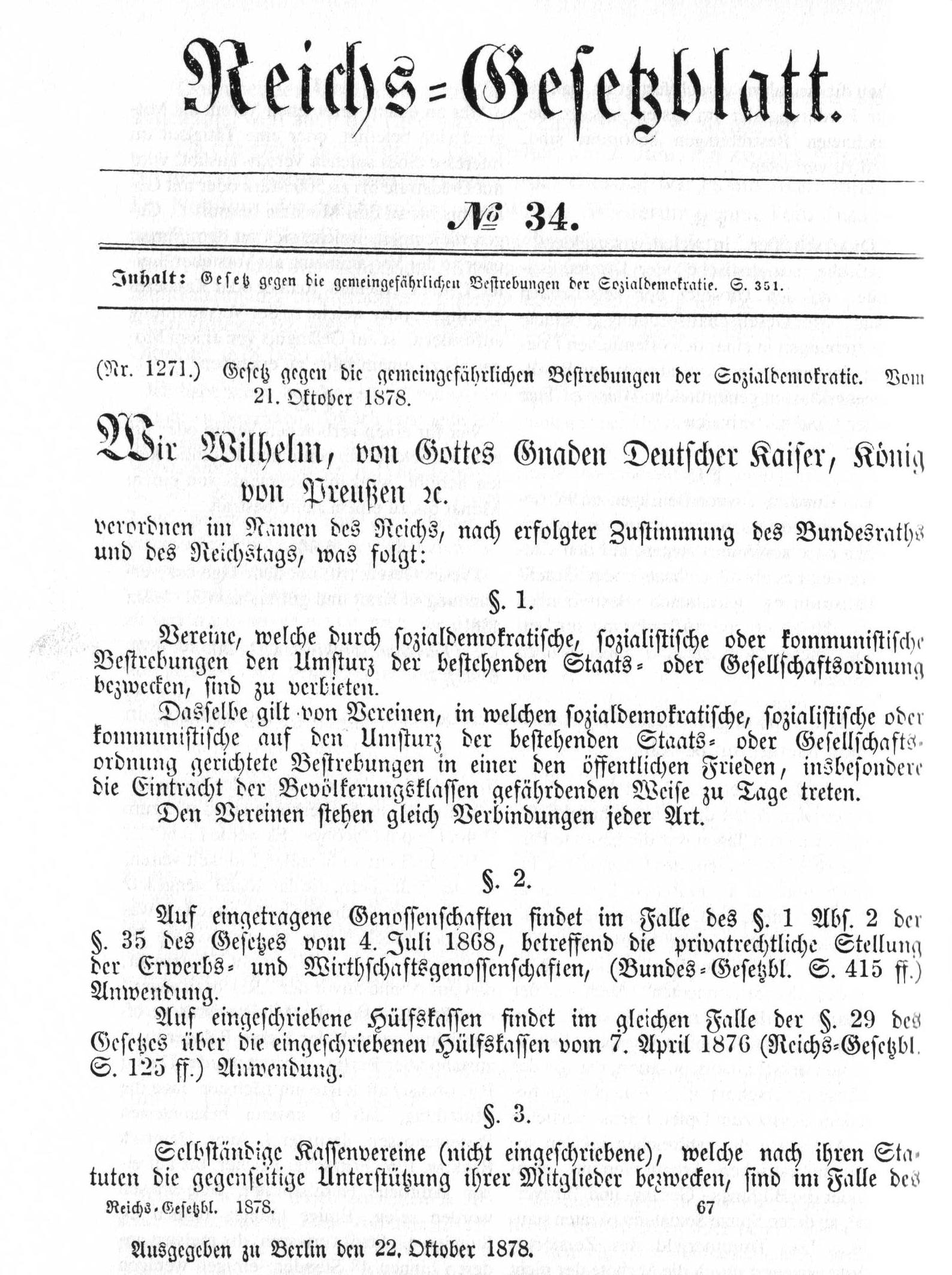
Pubblicazione ufficiale della prima Legge antisocialista, 1878

Le Leggi antisocialiste o Leggi socialiste (in tedesco Sozialistengesetze; ufficialmente Gesetz gegen die gemeingefährlichen Bestrebungen der Sozialdemokratie = "Legge contro le mire socialmente pericolose della Socialdemocrazia") furono una serie di leggi, la prima delle quali fu approvata il 19 ottobre 1878 dal Reichstag dell'Impero tedesco per un periodo limitato, mentre quelle successive estendevano regolarmente il termine della loro applicazione.

## Storia

### Emanazione
Le leggi antisocialiste furono la risposta a due tentativi falliti di assassinare il Kaiser Guglielmo I da parte dei radicali Max Hödel e Karl Nobiling; esse erano destinate a porre un freno alla crescente forza del Partito socialdemocratico (SPD, all'epoca chiamato SAP), che fu incolpato di aver influenzato gli assassini. 
Il principale proponente ne era il cancelliere Otto von Bismarck, che temeva lo scoppio di una rivoluzione socialista simile a quella che aveva creato la Comune di Parigi nel 1871.
La legislazione fu approvata il 19 ottobre 1878 dal Reichstag dell'Impero tedesco per un periodo limitato. Il 4 maggio 1880 la legge fu rinnovata per quattro anni, e poi ancora per due anni il 12 maggio 1884, il 31 marzo 1886 e il 17 febbraio 1888.
Sebbene la legge non bandisse direttamente la SAP, essa mirava a paralizzarne l'organizzazione in vari modi: attraverso il divieto di qualsiasi gruppo o riunione i cui scopi fossero la diffusione dei principi socialisti, la messa fuori legge dei sindacati e il divieto della stampa socialista. Durante i vent'anni di vigenza della legislazione antisocialista furono chiusi 155 periodici, proibiti 1200 libri e stampati, 1500 persone furono condannate ad un totale di più di mille anni di prigione, ed altre 900 furono espulse; solo nel primo anno di vigenza furono chiusi 153 circoli socialisti. 
Ai partiti socialisti rimaneva consentito fare propaganda per le elezioni al Reichstag ed ai Landtag. I deputati eletti potevano muoversi abbastanza liberamente, ma anch'essi subirono condanne e provvedimenti di sospensione. Inoltre avevano un trattamento privilegiato riguardo alla censura i testi letterali dei discorsi pronunciati al Reichstag, e perciò, soprattutto quelli pronunciati da Bebel, venivano diffusi per educare i militanti.

### Contromisure dei socialdemocratici
Il partito aggirò queste misure facendo candidare i suoi candidati apparentemente come indipendenti.
La stampa fu ricollocata fuori della Germania: la rivista principale, Der Sozialdemokrat, veniva stampata prima in Svizzera e poi a Londra, e introdotta clandestinamente in Germania. 
I circoli socialisti si camuffarono da società sportive o da circoli degli scacchi. Spesso le locande gestite da militanti del Partito fungevano da luoghi di riunione clandestini.
Malgrado i tentativi del governo di indebolire la SPD, il partito continuò a crescere in popolarità, dai 437.000 voti del 1878 ai 763.000 del 1887. 
Una proposta di legge presentata da Bismarck nel 1888, che avrebbe permesso la denaturalizzazione (cioè la perdita della cittadinanza tedesca) dei socialdemocratici, fu respinta. Dopo le dimissioni di Bismarck, il 25 gennaio 1890, al Reichstag la proposta di rinnovo fu rigettata, perché anche i conservatori votarono contro.
Alcuni importanti deputati socialdemocratici al Reichstag nell'epoca delle Leggi antisocialiste

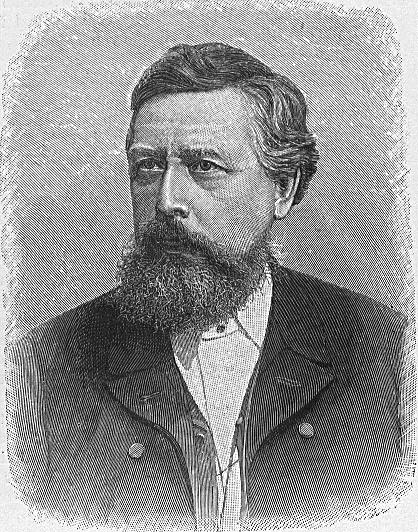
Wilhelm Liebknecht (1826–1900)
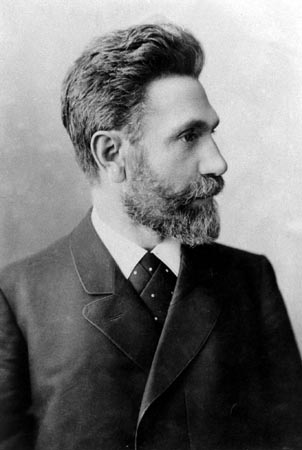
August Bebel (1840–1913)
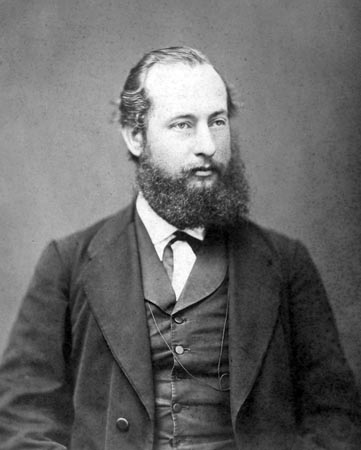
Wilhelm Hasenclever (1837–1889)